# The Mystic
 The Mystic és una pel·lícula muda estatunidenca estrenada el 1925 i dirigida per Tod Browning, que més tard dirigiria Freaks (1932). El vestuari d'Aileen Pringle a la pel·lícula era del ja famós Romain de Tirtoff (Erté). Es conserva una còpia de la pel·lícula.

## Argument
Zara, Zazarack i Michael Nash uneixen els seus esforços per fer-se amb el patrimoni de Doris, una rica heretera. Els tres, Zara, una  lladregota zíngara, Zazarack, un soldat confederat i el tutor de la noia, confeccionen un testament fals per apropiar-se dels diners de l'herència. Després haver organitzat una falsa asseguda espiritualista, aconsegueixen enganyar la jove i ingènua Doris. Michael, però, pres de remordiments de consciència, restitueix els diners. Zara, requerida per  la policia a Hongria, és acompanyada al seu país per Michael, ara enamorat d'ella.

## Producció
La pel·lícula va ser produïda per la MGM i va ser rodada del 8 d'abril a l'11 de maig de 1925.

## Distribució
Distribuïda per la MGM, la pel·lícula estrenar-se el 30 agost de 1925.

## Repartiment
- Aileen Pringle: Zara
- Conway Tearle: Michael Nash
- Mitchell Lewis: Zazarack
- Robert Ober: Anton
- Stanton Heck: Carlo
- David Torrence: James Bradshaw
- Gladys Hulette: Doris Merrick
- DeWitt Jennings: El cap de la policia